# Mama Ocllo Coya
Mama Ocllo Coya, död 1493, var en inkadrottning, gift med sin bror Túpac Yupanqui.
Hon var dotter till inkan Pachakutiq och mor till Huayna Capac och Coya Cusirimay. Hon är berömd för att personligen ha hjälpt till att erövra en av mindre stat till Inkariket. Efter makens död 1493 säkrade hon tronen åt sin minderårige son genom att besegra makens konkubin Ciqui Ollco, som försökte installera sin son Capac Huari på tronen.